# Liopeltis rappi
Espèce
Synonymes
- Ablabes rappii Günther, 1860
- Ablabes owenii Günther, 1860

Statut de conservation UICN

 DD  : Données insuffisantes
Liopeltis rappi est une espèce de serpent de la famille des Colubridae.

## Répartition
Cette espèce se rencontre en Inde
- en Inde, dans les États du Bengale-Occidental et du Sikkim ;
- au Népal.

## Description
Dans sa description Günther indique que l'un des spécimens en sa possession, une femelle capturée au Sikkim, mesure environ 42 cm dont 9 cm pour la queue. Son dos est uniformément noirâtre et sa face ventrale jaunâtre.

## Étymologie
Son nom d'espèce, rappi, lui a été donné en l'honneur du professeur von Rapp de Tübingen.

## Publication originale
- Günther, 1860 : Contributions to a knowledge of the reptiles of the Himalaya mountains. - I. Descriptions of the new species. II. List of Himalayan reptiles, with remarks on their horizontal distribution. Proceedings of the Zoological Society of London, vol. 1860, p. 148-175 (texte intégral).